# Юг Германии

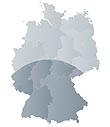
Южная Германия.

Южная Германия — географическое название территории современной Германии (ФРГ), не имеющей, однако, строго очерченных границ.

## История
Под понятием Южная Германия или Верхняя Германия обычно подразумевают часть Германии, лежащую к югу от реки Майн (приток Рейна). Это территория земель Баден-Вюртемберг и Бавария, а также южная часть Гессена.
Иногда к Южной Германии относят также южную часть Пфальца и Саар, которые с 1816 года до 1930 года принадлежали Баварии.
До Второй мировой войны под понятием Южная Германия понимались также Австрия и Немецкая Швейцария.